# 富谷市立日吉台小学校
富谷市立日吉台小学校（とみやしりつ ひよしだいしょうがっこう）は、宮城県富谷市日吉台1丁目にある公立小学校。

## 沿革
- 1995年（平成7年）4月 - 生徒数増加に伴い、富谷町立あけの平小学校（当時）より分離・開校[1]
- 2016年（平成28年）10月10日 - 富谷市制施行にともない現校名へ変更。

## 学区
富谷（熊谷下の一部、源内の一部）、日吉台1丁目、日吉台2丁目、日吉台3丁目、杜乃橋1丁目、杜乃橋2丁目

## 卒業後
- 富谷市立日吉台中学校に進学する。